# Meios de comunicação de Cuba

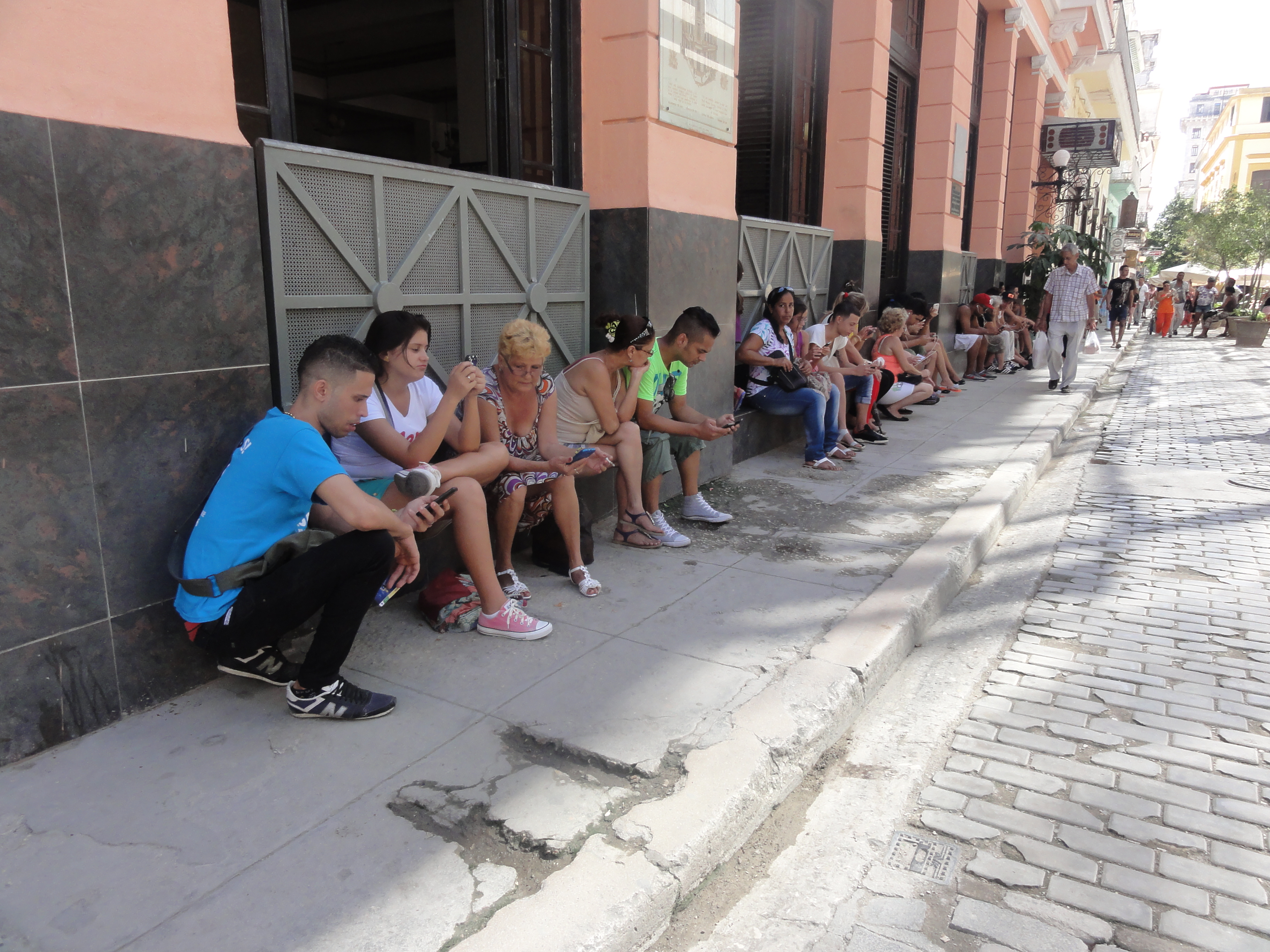
Usuários de um ponto de acesso de WiFi público em Havana, capital de Cuba.

Os meios de comunicação de massa em Cuba consistem em vários tipos diferentes: televisão, rádio, jornais e internet. A mídia cubana é rigidamente controlada pelo governo cubano liderado pelo Partido Comunista de Cuba (PCC) nas últimas cinco décadas. O PCC censura rigorosamente notícias, informações e comentários, e restringe a divulgação de publicações estrangeiras a hotéis turísticos. Jornalistas devem operar dentro dos limites das leis contra propaganda antigovernamental e insultos a autoridades, que acarretam penas de até três anos de prisão. A propriedade privada dos meios de comunicação social é proibida e o governo é proprietário de todos os meios de comunicação social tradicionais.

## Jornais
Cuba tem várias dezenas de jornais regionais online. O único jornal diário nacional é o Granma, o órgão oficial do PCC. Uma versão semanal, o Granma International, é publicada em inglês, espanhol, francês, português, turco e alemão, sendo disponível online. Os moradores de Havana também têm seu próprio jornal semanal, voltado para Havana, o Tribuna de La Habana. O semanário Juventud Rebelde é o órgão oficial da União da Juventude Comunista. A revista quinzenal Bohemia é a única revista de notícias de interesse geral do país. A agência oficial de notícias de Cuba é a Prensa Latina, que publica várias revistas, incluindo a Cuba Internacional, dirigidas ao público estrangeiro.
O Granma apresenta regularmente discursos de Raúl Castro e outros líderes do governo cubano, incluindo a coluna do ex-presidente Fidel Castro, "Reflexiones de Fidel" (Reflexões de Fidel), anúncios oficiais do governo cubano, esquetes populares destacando a história da luta revolucionária de Cuba do século XIX ao século XXI, desenvolvimentos na América Latina e na política mundial, medidas tomadas pelos trabalhadores e agricultores cubanos para defender e promover a revolução socialista e desenvolvimentos na indústria, agricultura, ciência, artes e esportes em Cuba hoje.
A Prensa Latina foi fundada logo após a Revolução Cubana. A agência foi fundada por iniciativa de Ernesto Che Guevara, de forma semelhante à Agência Latina fundada por Juan Perón na Argentina, para difundir a ideologia do governo e neutralizar a propaganda americana. A imprensa escrita começou em Cuba em 1764 com La Gazeta, seguida pelo Papel Periódico de La Habana em 1790. Atualmente, Cuba conta com vários jornais, entre eles:

### Circulação nacional
| Nome             | Sede   | Circulação                           | Fundada               | Site               |
| ---------------- | ------ | ------------------------------------ | --------------------- | ------------------ |
| Granma           | Havana | Diariamente (exceto aos domingos)    | 4 de outubro de 1965  | granma.cu          |
| Juventud Rebelde | Havana | Diariamente (exceto segundas-feiras) | 21 de outubro de 1965 | juventudrebelde.cu |
| Trabajadores     | Havana | Semanalmente                         | 6 de junho de 1970    | trabajadores.cu    |

### Circulação provincial
Cada uma das 16 províncias de Cuba tem um semanário regional, que atua como jornal oficial publicado por cada filial provincial do Partido Comunista. Os dois mais recentemente lançados, El Artemiseño e Mayabeque, começaram a ser publicados em 2011, para atender às províncias recém-formadas de Artemisa e Mayabeque.
Cada semanário tem seu próprio site com notícias locais, atualizadas diariamente, que oferece edições impressas semanais para download gratuito no formato PDF. Alguns também publicam edições on-line em inglês.

### Papel da Igreja
Embora a imprensa seja de propriedade pública, revistas e boletins de propriedade da Igreja Católica e de outras denominações cristãs também são publicados e estão disponíveis para qualquer cidadão cubano. Em Havana, a Igreja Católica publica mensalmente revistas como Palabra Nueva e Espacio Laical. Na diocese de Pinar del Río, a Vitral é publicado bimestralmente. Essas revistas e boletins incluem instruções religiosas e notícias da igreja. O boletim de maior circulação é Vida cristã, publicado semanalmente em Havana; alcança a maioria dos católicos do país. Hoje, a Igreja procura expandir-se para diferentes formas de comunicação social, como a televisão e a rádio, às quais actualmente não tem acesso.

## Rádio
Em 2005, os cubanos tinham pelo menos 3,9 milhões de receptores de rádio, e o país tinha 169 estações AM e 55 FM. O Instituto Cubano de Rádio e Televisão serve como órgão administrativo do governo para transmissão. Das seis redes nacionais de rádio AM/FM, as três principais são Radio Progreso, Radio Reloj e Radio Rebelde, nessa ordem. Duas outras redes de rádio nacionais que também fornecem notícias e entretenimento são a Rádio Musical Nacional (CMBF) e a Rádio Enciclopédia. Outra estação, a Rádio Taíno, promove o turismo. O governo cubano também opera a Rádio Havana, o serviço oficial de rádio internacional de ondas curtas de Cuba. A restrição de Cuba à transmissão de meios de comunicação estrangeiros é uma das razões pelas quais o governo dos EUA patrocinou a transmissão de rádio para Cuba através da Radio y Televisión Martí, muitas das quais estão bloqueadas por interferência eletrônica.

### Antes da Revolução Cubana
Cuba foi um dos primeiros países da América a ter serviço de rádio. Em 1922, com a cooperação da International Telephone and Telegraph, sediada nos EUA, a primeira estação de rádio do país (2LC) iniciou suas transmissões em 22 de agosto. As estações de rádio do país foram desenvolvidas por iniciativas privadas, e sua programação era inicialmente baseada em notícias e entretenimento.
O empresário Goar Mestre iniciou a construção do Radio Center, inspirado no Radio City de Nova York. Mestre iniciou suas transmissões no Canal 6 (CMQ) em 18 de dezembro daquele ano. Sob a ditadura de Fulgencio Batista a censura foi imposta. O principal objetivo do rádio em Cuba era melhorar a educação de "alta cultura" do cidadão cubano.
Estações e redes de rádio incluídas:
- Cadena Oriental de Radio
- Circuito Nacional Cubano (1954-1959)
- CMBF
- COCQ[6]
- COCX[6]
- Rádio Mil Diez
- PWX (mais tarde CMQ)
- Rádio Havana Cuba (RHC)
- Rádio Progresso
- Rádio Reloj (fundado em 1947)
- Sabates
- Rádio União (fundada em 1947)

### Durante e depois da Revolução Cubana
Logo após a Revolução Cubana, em 1959, o governo de Fidel Castro aplicou uma série de medidas que transformaram toda a mídia nacional. Rebelde, a primeira estação de rádio criada durante a revolução, começou a transmitir em 24 de fevereiro.
Durante os primeiros anos da revolução, houve uma divisão entre a grande mídia em Cuba, criada com capital privado que se opunha à nova situação política. Uma série de pequenas estações de rádio a favor do novo governo organizaram uma "Frente Independente de Emissoras Livres" (em castelhano:  Frente Independiente de Emisoras Libres). Essas estações de rádio foram reconhecidas como oficiais pelo novo governo. O governo desenvolveria um Bureau de Radiodifusão sob a liderança política do PCC. As estações de rádio do país foram completamente colocadas sob controle estatal em 24 de maio de 1962, sob a gestão do recém-criado Instituto Cubano de Radiodifusão. Sob o novo sistema de transmissão, todos os meios de comunicação deveriam atender a um conjunto de valores estabelecidos pelo governo para fortalecer o processo político no país, alguns nomes de estações de rádio foram alterados e a cobertura dos serviços de rádio foi estendida para atingir todo o país. Em 1975, a agência mudou seu nome para Instituto Cubano de Rádio e Televisão.

### Censura
Os cubanos não podem assistir ou ouvir transmissões independentes, privadas ou estrangeiras. Em 1963, usando equipamento fornecido pelos soviéticos, Cuba tornou-se a primeira nação do Hemisfério Ocidental a bloquear transmissões de rádio, cujos alvos aparentes eram as estações anti-Castro nos EUA.

### Canais de rádio atuais
- Rádio Rebelde – notícias, música, esporte
- Rádio Reloj – notícias
- Rádio Habana Cuba – externo, os idiomas incluem espanhol, inglês, francês, português
- Rádio Progresso – entretenimento[8]

## Televisão
Em 2005, os cubanos tinham pelo menos 3 milhões de aparelhos de televisão, e o país tinha 58 estações de transmissão de TV. O Instituto Cubano de Rádio e Televisão serve como órgão administrativo do governo para transmissão. O sistema de televisão cubano é composto por duas redes: Cubavisión e Tele Rebelde. A restrição de Cuba à transmissão de meios de comunicação estrangeiros é uma das razões pelas quais o governo dos EUA patrocinou a transmissão televisiva em Cuba através da Rádio e Televisão Martí, muitas das quais estão bloqueadas.

### Antes da Revolução Cubana
Cuba foi um dos primeiros países da América a ter serviço de televisão. A popularidade do rádio levou ao desenvolvimento e lançamento de estações de televisão. Os primeiros anos da televisão em Cuba foram marcados por um clima de competitividade entre dois empresários cubanos apoiados por empresas norte-americanas, Gaspar Pumarejo e Goar Mestre. Mestre iniciou a construção do Radio Center, inspirado no Radio City de Nova York, enquanto Pumarejo tentava desenvolver um estúdio de televisão em sua própria casa. O canal de Pumarejo (Unión Radio Televisión) foi o primeiro canal de TV a iniciar transmissões na ilha; começou a transmitir em 24 de outubro de 1950 com um discurso do presidente Carlos Prío Socarrás no Palácio Presidencial. Mestre iniciou suas transmissões no Canal 6 (CMQ) em 18 de dezembro daquele ano. Foram exibidos telenovelas, telejornais, programas de culinária e grupos de humor. Após a entrada em funcionamento da Union Radio TV, a procura cubana por televisores disparou.  Sob a ditadura de Fulgencio Batista a censura foi imposta.  O principal objetivo da televisão em Cuba era melhorar a educação de "alta cultura" do cidadão cubano.

### Durante e depois da Revolução Cubana
Logo após a Revolução Cubana, em 1959, o governo de Fidel Castro aplicou uma série de medidas que transformaram toda a mídia nacional. Os canais de televisão do país foram completamente colocados sob controle estatal em 24 de maio de 1962, sob a gestão do recém-criado Instituto Cubano de Radiodifusão. Sob o novo sistema de transmissão, todos os meios de comunicação deveriam atender a um conjunto de valores estabelecidos pelo governo para fortalecer o processo político no país, alguns nomes de estações de TV foram alterados e a cobertura dos serviços de TV foi estendida para atingir todo o país. Em 1975, a agência mudou seu nome para Instituto Cubano de Rádio e Televisão.

### Canais de TV
- Cubavisão
- Portal da TV Cubana[8]

## Internet
Fontes de notícias independentes sobre Cuba podem ser encontradas na Internet. Entre eles estão La Nueva Cuba, fundado em 1998, Havana Times, fundado em 2008 e editado na Nicarágua, e 14ymedio, fundado em 2014. Outro, El Toque, ganhou alguns prêmios por sua cobertura em 2023, junto com o editor-chefe José J. Nieves. A sua cobertura foi criticada pelo governo cubano.
Cuba tem uma das menores taxas de circulação da Internet no hemisfério ocidental. A Internet cubana é caracterizada por um baixo número de conexões, largura de banda limitada, censura e alto custo. A Internet em Cuba estagnou desde sua introdução em 1996 devido a vários fatores:
- falta de financiamento devido à devastação da economia de Cuba após a queda da União Soviética
- o embargo dos EUA que atrasou a construção de infraestruturas e tornou o equipamento caro e difícil de obter
- restrições governamentais severas que identificaram a Internet como uma ferramenta de subversão da Revolução Cubana[1]

A partir de 2007, essa situação começou a melhorar — a Internet continua ilegal em residências particulares, mas os cibercafés de propriedade do governo oferecem acesso à Internet. 118 cibercafés operam em Cuba. Em 2015, o governo abriu os primeiros hotspots públicos de Wi-Fi em 35 locais públicos e reduziu os preços e aumentou as velocidades de acesso à Internet nos cibercafés.

### Censura
A internet cubana está entre as mais rigidamente regulamentadas do mundo. Todo o conteúdo está sujeito à revisão do Departamento de Orientação Revolucionária. Nos cibercafés, os cidadãos cubanos precisam fornecer seu nome e endereço. Todo material destinado à publicação na Internet deve ser aprovado previamente pelo Registro Nacional de Publicações Seriadas. Um relatório descobriu que muitos sites de notícias estrangeiras não são bloqueados em Cuba, mas as conexões lentas e a tecnologia ultrapassada do país tornam impossível para os cidadãos carregar esses sites. Em vez de ter sistemas de filtragem complexos, o governo depende do alto custo de conexão à Internet e da infraestrutura de telecomunicações que é lenta para restringir o acesso à Internet. Relatórios mostram que o governo cubano usa o software Avila Link para monitorar o uso da Internet pelos cidadãos. O governo obteve nomes de usuários e senhas dos cidadãos para monitorar de perto os e-mails.
Dissidentes acusam o governo de não fornecer acesso à internet residencial acessível por razões políticas. O governo cubano culpa os EUA pelo mau estado das infra-estruturas de telecomunicações, que diz ser causado pelo embargo económico americano imposto na década de 1960.

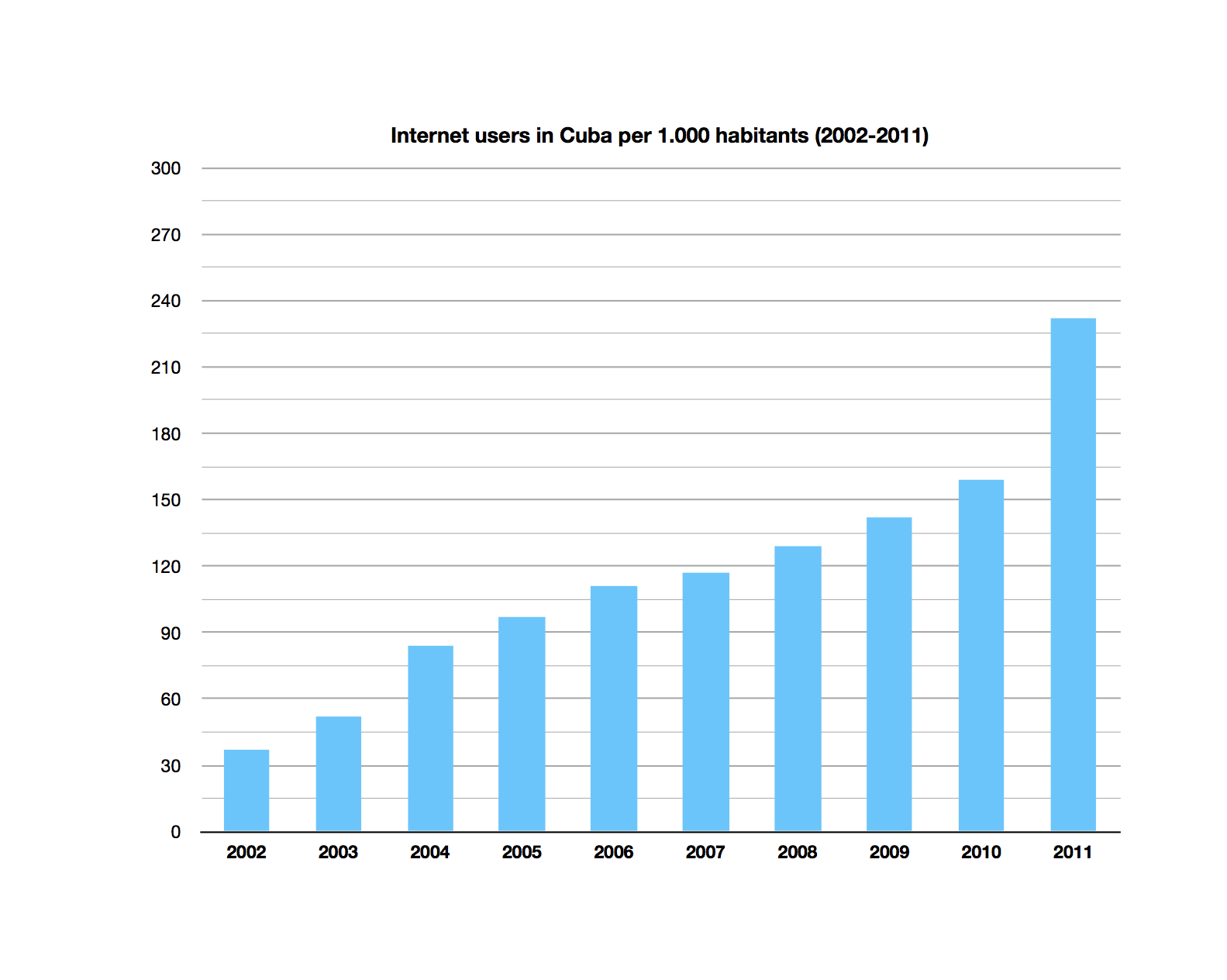
Usuários de Internet em Cuba por 1.000 habitantes (2002–2011) segundo estatísticas estatais cubanas ONE

Nos últimos tempos, a censura da Internet tem diminuído lentamente. Em 2007, tornou-se possível ao público comprar um computador legalmente. Desde 4 de junho de 2013, os cubanos podem se inscrever na ETECSA, a empresa estatal de telecomunicações, para acesso público à Internet em 118 centros em todo o país. Os pontos de acesso Wi-Fi aprovados pelo governo, abertos em 2015, oferecem acesso irrestrito à internet e a sites de mídia social como Facebook e Twitter; no entanto, sites da oposição estão bloqueados. O custo do novo acesso de US$ 4,50 a hora ainda é alto em um país onde os salários estaduais são em média US$ 20 por mês. Em 2016, apenas 5% dos cubanos tinham acesso à Internet em casa.

#### Contornando a censura e as controvérsias
Os cidadãos desenvolveram inúmeras técnicas para contornar o controle do governo sobre a Internet. Alguns acessam a internet por meio de embaixadas e cafeterias, ou compram contas no mercado negro. O mercado negro é composto por funcionários públicos profissionais ou ex-funcionários do governo que foram liberados para ter acesso à Internet e que vendem ou alugam seus nomes de usuário e senhas para cidadãos que desejam ter acesso. Os blogueiros e dissidentes também usam chaves USB para publicar os seus trabalhos, dando-os a pessoas que têm mais facilidade em ficar online, que depois carregam os seus itens a partir do USB.
Estes pendrives são conhecidos como “El Paquete Semanal” ou pacote semanal, devido à sua frequência de distribuição na Ilha. Um pacote contém 1 terabyte de dados preenchidos com qualquer coisa, desde televisão estrangeira pirateada, videoclipes, aplicativos, notícias e outros conteúdos de mídia digital inacessíveis à população cubana. Os pacotes custam cerca de 5 pesos cubanos ou cerca de 20 centavos de dólar americano, o que os torna uma forma muito mais confiável e econômica de consumir mídia. Eles também são amplamente tolerados, desde que não contenham pornografia ou dissidência política, embora este último requisito seja frequentemente violado.
Em 2006, Guillermo Fariñas, um psicólogo cubano, jornalista independente e dissidente político, realizou uma greve de fome de sete meses para protestar contra a censura da Internet em Cuba. Ele encerrou a carreira no outono de 2006, devido a graves problemas de saúde. Ele afirmou que estava pronto para morrer na luta contra a censura.
Alan Gross, um contratado do governo americano empregado pela Agência dos Estados Unidos para o Desenvolvimento Internacional, foi preso em Cuba em 3 de dezembro de 2009 e condenado em 12 de março de 2011 por distribuir secretamente laptops e celulares na ilha.